# Matthew Le Nevez
Matthew "Matt" Le Nevez (Canberra; 10 de enero de 1979) es un actor australiano, más conocido por haber interpretado a Matthew en la película The Society Murders y a Patrick Reed en la serie Offspring.

## Biografía
A los 17 años Matthew asistió a la prestigiosa escuela de teatro australiana National Institute of Dramatic Art "NIDA" de donde se graduó en 1999 con un grado en actuación.
Matt sale con la estadounidense Michelle Smith, a principios de junio de 2014 Matt reveló que se había convertido en padre, luego de que la pareja le diera la bienvenida a su primer hijo Levi Le Nevez.

## Carrera
En 2005 interpretó al sheriff Kyle Williams en la película de horror Man-Thing: la naturaleza del miedo: durante ella Kyle debe de investigar unos horribles asesinatos, y pronto descubre que hay algo en el fondo del pantano que es lo que está matando a las personas.
En 2006 saltó a la fama cuando interpretó en la película The Society Murders a Mathew, un joven condenado por los asesinatos de su madre Margaret Wales-King y su padrastro Paul King. Por su actuación ganó un premio logie por actor más destacado.
En 2008 fue parte del elenco principal de la película The Tender Hook donde dio vida a Art, un joven boxeador que se ve involucrado en un triángulo amoroso entre Iris (Rose Byrne) y  McHeath (Hugo Weaving).
En 2009 apareció como el novio de Kate (interpretado por Sibylla Budd), en el comercial para el turismo de Australia "Come Walkabout", el cual fue dirigido por Baz Luhrmann.
En 2010 interpretó apareció en la serie Legend of the Seeker, donde interpretó al nuevo buscador e interés romántico de Cara, Leo; quien fue nombrado por Zed y Kahlan después de que Richard se fuera con las Hermanas de la Luz para aprender a usar su magia. Sin embargo Leo fue asesinado por la hermana Nicci al tratar de salvar a la madre confesora Kahlan Amnell.
En 2011 se unió al elenco de la segunda temporada de la serie Offspring donde interpretó al anestesista Patrick Reed, hasta el duodécimo episodio de la cuarta temporada en 2013 después de que su personaje muriera en el hospital por las heridas que había sufrido después de ser atropellado por un coche. En 2014 apareció brevemente en un episodio. En 2016 apareció nuevamente durante una secuencia de sueño a Nina Proudman (Asher Keddie).
En 2012 apareció en la miniserie Howzat! Kerry Packer's War donde interpretó al jugador de cricket Dennis Lillee, en la miniserie compartió créditos con los actores Lachy Hulme, Clayton Watson, Damon Gameau, Brendan Cowell y Richard Davies.
En julio de 2013 se anunció que Matthew aparecería en la película para la televisión Parer's War interpretando a Damien Parer, un camarógrafo de la Segunda Guerra Mundial que arriesga su vida en el frente de Nueva Guinea para filmar a las tropas australianas y cuya película "Kokoda Frontline" ganó el primer premio de la Academia para Australia. Para este papel Matthew tuvo que bajar de peso.
A finales de abril de 2014 se anunció que Matt se había unido al elenco de la segunda temporada de la serie Love Child. A finales de julio del mismo año se anunció que Matt se había unido al elenco de la serie de misterio The Kettering Incident donde dio vida a Brian Dutch, un detective de la policía.
En 2015 se unió al elenco de la película Runner donde interpretó al médico Adam, un cirujano pediatra. 
También apareció en la miniserie The Lizzie Borden Chronicles donde interpretó al alguacil Bat Masterson.
En 2016 apareció en el drama Brock donde dará vida al piloto australiano Peter Brock.

## Filmografía

### Series de televisión
| Año                   | Serie                        | Personaje        | Notas                                 |
| --------------------- | ---------------------------- | ---------------- | ------------------------------------- |
| 2018-presente         | The Widow                    | -                |                                       |
| 2017                  | Kingdom                      | -                | episodio "Platinum Level"             |
| 2016                  | Brock                        | Peter Brock      | 2 episodios - miniserie               |
| 2011-2013, 2014, 2016 | Offspring                    | Dr. Patrick Reed | 47 episodios                          |
| 2016                  | The Kettering Incident       | Det. Brian Dutch | 8 episodios                           |
| 2015-2016             | Love Child                   | Jim Marsh        | 18 episodios                          |
| 2015                  | The Lizzie Borden Chronicles | Bat Masterson    | 2 episodios - miniserie               |
| 2013                  | The Glades                   | Alexander Barnes | episodio "Gallerinas"                 |
| 2012                  | Howzat! Kerry Packer's War   | Dennis Lillee    | 2 episodios - miniserie               |
| 2010                  | Cops: L.A.C.                 | Ben Ellis        | episodio "Ghost House"                |
| 2010                  | Legend of the Seeker         | Leo              | 3 episodios - junto a Tabrett Bethell |
| 2007                  | Sea Patrol                   | Julian Wiseman   | episodio "What Lies Beneath"          |
| 2004                  | Love My Way                  | Jai              | episodio "Spin Cycle"                 |
| 2004                  | Blue Heelers                 | Matt Proctor     | episodio "Reasonable Doubt: Live"     |
| 2003                  | White Collar Blue            | Larry Drevo      | episodio # 1.20                       |
| 2002                  | MDA                          | Sam Livingstone  | 4 episodios                           |
| 2001                  | All Saints                   | Andy Barton      | episodio "Law of the Jungle"          |
| 2001                  | Head Start                   | Terry Vaughan    | 3 episodios                           |
| 2000                  | Farscape                     | Crichton Double  | episodio "My Three Crichtons"         |

### Películas
| Año  | Película             | Personaje             | Notas                                                                             |
| ---- | -------------------- | --------------------- | --------------------------------------------------------------------------------- |
| 2018 | Australia Day        | Det. Mitchell Collyer | junto a Bryan Brown y Shari Sebbens                                               |
| 2016 | Brock                | Peter Brock           | junto a Ella Scott Lynch, Brendan Cowell, Natalie Bassingthwaighte & Steve Bisley |
| 2014 | Parer's War          | Damien Parer          | junto a Adelaide Clemens, Nicholas Bell & Rob Carlton                             |
| 2011 | Deserted             | Novio                 | corto - junto a Emma Lung                                                         |
| 2008 | The Tender Hook      | Art                   | junto a Rose Byrne & Hugo Weaving                                                 |
| 2007 | What They Don't Know | Stan                  | junto a Nadia Townsend & Emma Lung                                                |
| 2006 | Emulsion             | Actor                 | junto a Ella Scott Lynch & Toby Schmitz                                           |
| 2006 | The Society Murders  | Mathew                | junto a Alex Dimitriades, Georgie Parker & Asher Keddie                           |
| 2005 | Feed                 | Nigel                 | junto a Alex O'Loughlin                                                           |
| 2005 | Man-Thing            | Sheriff Kyle Williams | junto a Rachael Taylor, Alex O'Loughlin & Robert Mammone                          |
| 2005 | A Family Legacy      | NZ Batsman 1          | junto a Nathaniel Dean, Felix Williamson & Damon Herriman                         |
| 2004 | Peaches              | Brian                 | junto a Hugo Weaving, Jacqueline McKenzie & Emma Lung                             |
| 2003 | Marking Time         | Bullet Sheater        | junto a Abe Forsythe, Bojana Novakovic, Lindsay Farris & Abbie Cornish            |
| 2003 | The Postcard Bandit  | Aaron Reynolds        | junto a Brett Stiller, Geneviève Lemon, Anthony Phelan & Helen Dallimore          |
| 2002 | Garage Days          | Toby                  | junto a Kick Gurry, Holly Brisley, Andy Anderson & Chris Sadrinna                 |

### Apariciones
| Año  | Anuncio        | Personaje     | Notas                            |
| ---- | -------------- | ------------- | -------------------------------- |
| 2009 | Come Walkabout | Novio de Kate | comercial - junto a Sibylla Budd |

## Premios y nominaciones
| Año  | Categoría                                                                | Premio             | Serie/Película      | Resultado |
| ---- | ------------------------------------------------------------------------ | ------------------ | ------------------- | --------- |
| 2014 | Most Popular Actor                                                       | Silver Logie Award | Offsrping           | Nominado  |
| 2013 | Most Popular Actor                                                       | Silver Logie Award | Offsrping           | Nominado  |
| 2012 | Best New Actor                                                           | AACTA Award        | Offspring           | Nominado  |
| 2007 | Most Outstanding Actor                                                   | Silver Logie Award | The Society Murders | Ganador   |
| 2004 | Best Actor in a Supporting or Guest Role in a Television Drama or Comedy | AFI Award          | Marking Time        | Ganador   |